# Oskar von Bülow
Oskar Robert Arthur Bülow (Wroclaw, 11 de setembro de 1837 — Heidelberg, 19 de novembro de 1907 foi um jurista alemão. Como pesquisador e professor universitário, ele é um dos representantes mais importantes do judiciário e do direito processual civil.

## Família
Oskar von Bülow era filho do farmacêutico e do conselho da cidade Johann David Bülow (1 de janeiro de 1794 em Wroclaw, 13 de fevereiro de 1871 em Breslau) e Pauline Beer (31 de março de 1807 em Herrnstadt, 14 de setembro de 1879 em Wroclaw). Casou-se em 26 de março de 1874 em Tübingen com Sophie Friederike Haug (4 de setembro de 1843 em Tübingen, 24 de junho de 1937 em Tübingen). Ela era a sexta filha e o sétimo filho do historiador de Tübingen Carl Friedrich Haug e da teofania Conradi . Bulow se misturaram com júnior Carl Friedrich Haug, Karl von Riecke e Wilhelm Roser .
descendência
Do casamento Bülow com Sophie Haug nasceram quatro filhos:
- Paul Friedrich Oskar Bülow, juiz distrital em Riedlingen ∞ com Luise Julie Schaeffer, filha do farmacêutico Carl Schaeffer de Tettnang ;
- Pauline Emilie Elfriede Bulow ∞ com Rudolfshaus, oficial médico na Primeira Guerra Mundial , estabelecida ENT - médico e teatro médico no Alte Oper Frankfurt ;
- Teofania Marie Luise Bülow ∞ com o jurista August Schoetensack  e
- Carl Friedrich Bülow, comerciante, comerciante de madeira na Bósnia e Herzegovina e fabricante em Frankfurt am Main, Friedrich Bülow permaneceu solteiro.

Entre os descendentes de Billow está o artista e compositor David Moufang.

## Vida e obra
Bülow visitou desde 1846 o Breslauer Maria Magdalenen -Gymnasium , que ele deixou em 1855 com o Abitur. Ele então estudou direito em Berlim na Universidade Friedrich Wilhelm , em Heidelberg no Ruperto Carola e na Universidade de Wroclaw . Bülow recebeu seu doutorado em 1859, sob a orientação de seu supervisor de doutorado Philipp Eduard Huschke, em Wroclaw, com o trabalho de praejudicialibus formis ao Doctor iuris utriusque . Bernhard Windscheid revisou a dissertação inaugural de Bülow de praejudicialibus formis. Seu serviço militar no exército prussiano feita Bülow partir do Outono de 1860 ao Outono 1861 como um ano de voluntariado em Wroclaw a partir.
Habilitação
No outono de 1863, Bülow habilitou em Heidelberg a escrita de praejudicialibus exceptionibus para o direito romano e o direito processual . De 1863 a 1865, lecionou no Ruperto Carola como um Privatdozent. Citar Max von Rümelin : " Esse tempo palestrante lembrou-se mais tarde como um altamente estimulante e criando alegre. Não apenas a relação com os colegas jurídicos Vangerow , Mittermaier , Bluntschli e ao mesmo tempo habilitou A. Thon trabalhava para ele. Ele também gostava de contato com homens como Helmholtz ,Bunsen , Häusser , Gervinus . "
Presidente da Universidade Justus Liebig Giessen 
Em 1865, Bülow aceitou uma ligação como extraordinário regular , professor associado, da Universidade Justus Liebig Giessen ; Em 9 de novembro de 1867, ele assumiu a presidência do direito romano e do processo civil , que manteve até 1872. Em lançar uma amizade ao longo da vida. Bülow começou lá a partir de 1852-1868 ensino, 19 anos mais velho Rudolf von Ihering. Ele tem sua primeira monografia importante sobre A doutrina do discurso do processo e os requisitos do processo. Dedicado em 1868. A principal obra de Bülow de seus últimos anos,"A confissão certa". Uma contribuição para a teoria geral dos atos jurídicos". No prefácio, dedica-se a este trabalho científico o amigo falecido Rudolf von Jhering. A Fundação do Patrimônio Cultural da Prússia em Berlim. Departamento de Manuscrito: Sammlung Darmstädter. Está na posse de cartas de Rudolph von Jherings para Bülow.
Guerra Alemão-Francesa 1870/71
Bülow se ofereceu no ano da guerra de 1870 com a autoridade militar prussiana. Ele recebeu como oficial de comando Landwehr da ilha Pellworm na Guerra Franco-Alemã em 1870/71.
Presidente da Universidade Eberhard Karls Tübingen
Em 1872, Bülow seguiu um chamado para a Universidade Eberhard Karls de Tübingen para a vaga de direito romano , como sucessor de Alois von Brinz. Bülow ocupou essa cadeira por 13 anos até 1885. Cite Max von Rümelin: " O grande sucesso dos palestrantes, que ele alcançou no florescente Tübingen, o reconhecimento, devido a vários apelos (após Göttingen 1877, depois Breslau 1884) de sua eficácia, o círculo de amigos mentalmente estimulados em que ele entrou, o relacionamento cada vez mais próximo com o colega imediato Degenkolb, tudo isso contribuiu para aumentar a alegria de viver e a criatividade nele ". 1884 Bülow era eleito o reitor da Universidade Eberhard Karls.
Cadeira na Alma Mater Lipsiensis
Em 1885, Bülow aceitou uma ligação para a Universidade de Leipzig. Lá, Bülow declarou em seu discurso na Reitoria o que Richter sempre praticou: " Dentro dos limites da lei, o juiz tem uma ampla gama de direitos independentes. "Bülow viu no veredicto do juiz uma fonte legal e o juiz um ator que exerce autoridade estatal . Bülow foi um dos representantes mais importantes do judiciário de sua época. Embora tenha se aposentado aos 55 anos em 1892 por causa de uma doença cardíaca , Bülow ainda tinha 15 anos de trabalho científico bem-sucedido.

## Vida em Heidelberg
Bülow retornou a Heidelberg no outono de 1892, o espírito do local cuja alma mater Ruperto Carola havia lhe concedido a Venia Legendi. Cite Max von Rümelin: " No qual ele iniciou seu trabalho acadêmico e com quem amava as lembranças de sua juventude". Aqui, Bülow foi construída como um lar de idosos em 1893 pelo arquiteto Jakob Henkenhaf, uma villa de dois andares na Gaisbergstraße 81, cujo estilo é marcado, Quote Office Office for Heritage Baden-Württemberg :" de um design histórico, baseado em modelos da arquitetura da casa de campo o renascimento italiano do nortee maneirismos orientada ".
Em Heidelberg, após a aposentadoria de Bülow, surgem, entre outros trabalhos, os trabalhos e escritos: Força jurídica absoluta do julgamento , Confissão , Cartas de um estranho sobre jurisprudência, Serena e sérias reflexões sobre jurisprudência, O fim do direito de distribuição de arquivos. Uma questão constitucional e o tratado: Ação Judicial e Julgamento. Uma questão fundamental da relação entre direito privado e processo.
Citação Max von Rümelin: "Lá, ele experimentou, como a saúde no agora tornou possível a proteção das forças melhorou consideravelmente novamente, mais uma vez um período de rica criatividade. A atividade literária que ele desenvolveu nos últimos tempos supera em extensão toda a sua produção anterior, e que a força de trabalho não cessou até o fim, é evidente pelo fato de ele ter deixado para trás um trabalho quase completo sobre a gênese da qual se espera que não será retido da ciência. No entanto, ao longo dos anos, as queixas de sua condição cardíaca tiveram que se afirmar cada vez mais, mas não o impediram de desfrutar ainda dias felizes e felizes com sua família. O fim que lhe foi concedido foi pacífico. Ele foi encontrado depois de passar a noite fazendo música com sua família,"

## Após a morte de Bülow
Após a morte de Bülow, em 19 de novembro de 1907, sua viúva Sophie vendeu a propriedade na Gaisbergstraße 81 e voltou para sua cidade natal, Tübingen. Hoje, a Villa Bülow abriga uma creche para a cidade de Heidelberg.
Sophie Bülow sobreviveu ao marido por quase 30 anos. Com quase 94 anos de idade, ela adormeceu em 24 de junho de 1937 em sua casa em Tübingen, Uhlandstraße 10. Em 26 de junho de 1937, às 3 horas da tarde, o cemitério da cidade de Tübingen estava cercado por sua família, seus dois companheiros e amigos íntimos. Funeral.  Sophie Bulow, nascido Haug foi colocado para descansar na sepultura da família de seus pais Carl Friedrich Haug e Teofania Haug nascidos Conradi, bem como outros membros da família no cemitério da cidade Tübingen no cemitério F (linha 13 sepultura 21). A tumba agora extinta existia em 1985.

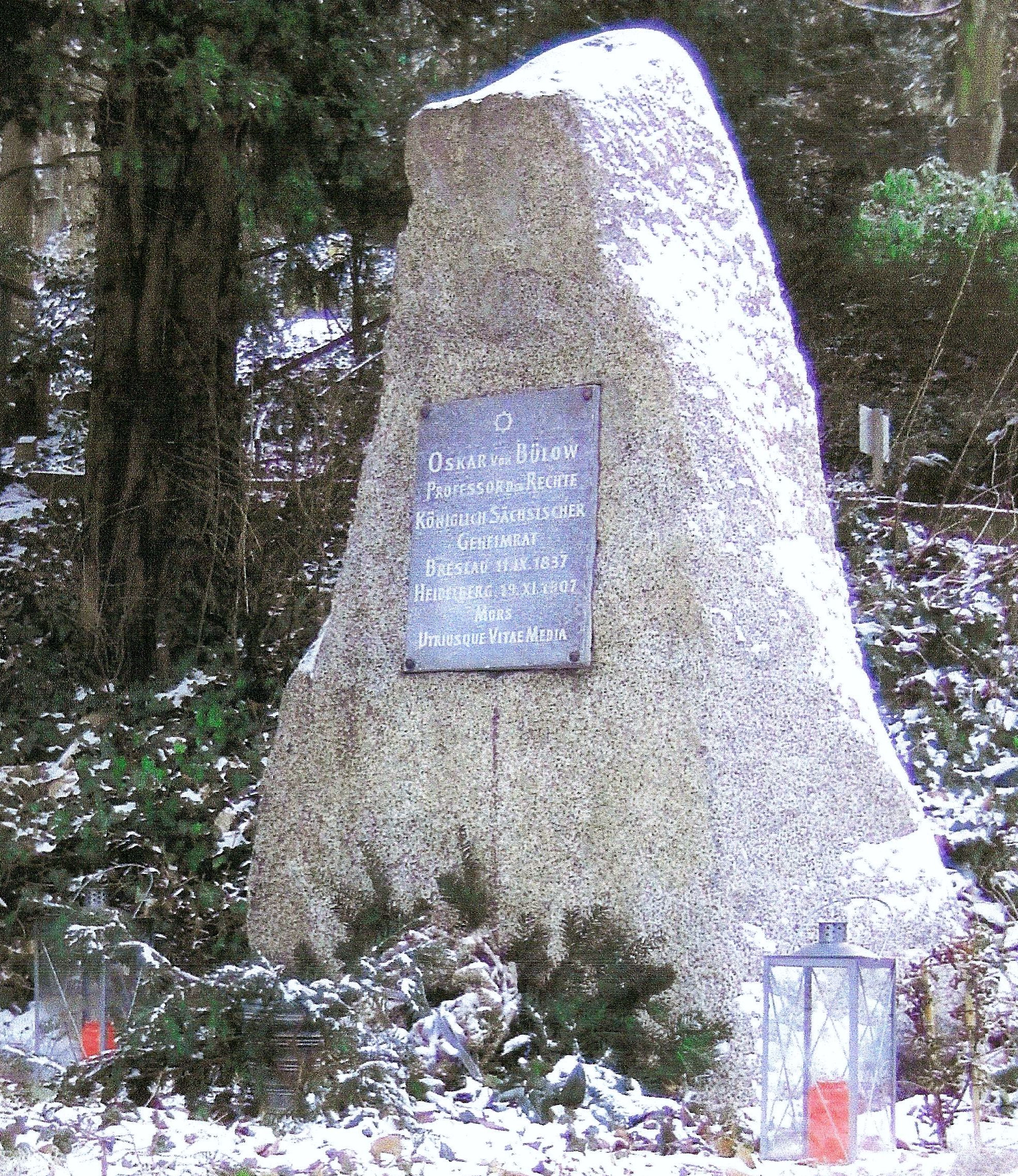
Sepultura Oskar von Bülow no cemitério da montanha Heidelberg no cemitério Z 306/307

O local de descanso final de Bülow fica em Bergfriedhof (Heidelberg) no cemitério Z, linha 1, (Ref. Z 306/307). Como tumba, a família escolheu um menir de 2 metros de altura, feito de granito. Em uma placa simples, os dados de vida da Bülow são coletados. Sua neta Irmgard Helene Pauline Haus (31 de março de 1907 - 18 de maio de 1986), filha de Elfriede Haus (nee) Bülow e Rudolf Haus, também repousa no cemitério da montanha.

## Honras
- Em 7 de agosto de 1877, Bülow foi criado pelo rei Carlos I de Württemberg ao premiar a 1ª Classe da Ordem da Coroa de Württemberg da Cruz do Cavaleiro na nobreza pessoal.[7]
- O rei Albert da Saxônia homenageou Bülow com a nomeação para o Conselho Real Secreto Real da Saxônia.

## Obras e fontes (seleção)
- Poder absoluto de julgamento, Archive for Civilist Practice 83 (1894), 1.
- Escritório jurídico e judicial. 1885. Nova edição 2003, ISBN 3-8305-0548-5 .
- O fim do direito de transferência de arquivos. Freiburg iB 1881 Akademische Verlagsbuchhandlung por JCB Mohr. (Paul Siebeck). edição on-line. Francoforte no cano principal. Instituto Max Planck de História Jurídica Europeia. 2002
- Ficções e verdades processuais civis. 1879. Arquivo para o civ. Prática. Vol. 62. 96 p.
- Direito processual civil alemão comum. Semestre de inverno 1868/69. Notas da palestra de L. Fechler (editado por Johann Braun). Tübingen 2003, ISBN 3-16-148193-3 .
- A doutrina das invocações do processo e os requisitos do processo. Fundição. 1868. VI, 320 pp. Reedição 2007, ISBN 978-3-8364-3521-5 .
- Cartas confidenciais de uma pessoa desconhecida sobre a jurisprudência de hoje. 8º ano do jornal da corte alemã nº 10 (Berlim, 7 de março de 1866). Terceira série (civilprozesssuale). Primeira letra (Essas cartas foram escritas por Jhering e Bülow.) Os Jheringschen foram posteriormente publicados em jest e Ernst na jurisprudência. A carta citada é de Bülow.) 1864.
- De praejudicialibus exceptionibus. Tese de estabilização. Heidelberg. 1863. V. 59, Bangel e Schmitt.
- De praejudicialibus formis. Dissertação inaugural. Vratislaviae. 1859. 46 S. Grassius.
- Legge and giurisdizione . Oskar von Bülow - Philipp Zorn, curador de Fluvio Cortese e Andrea Sandri. Mansão Edicioni Seregno Lombardia